# Maria Pink
Maria Pink (* 10. Februar 1904 in Neunkirchen als Maria Oster; † 4. Mai 1988 in Völklingen) war eine deutsche Widerstandskämpferin gegen den Nationalsozialismus. 

## Leben
Maria Oster wuchs als drittes von fünf Kindern des invaliden Holzfacharbeiters Johann Oster und seiner Frau Luise in ärmlichen Verhältnissen auf. Sie heiratete früh den Hüttenarbeiter Stockinger, der aber kurz darauf starb. Als Witwe mit zwei Kindern (Hans und Mädi) verdiente sie ihren Lebensunterhalt als Kassiererin. 1932 schloss sie sich der KPD an. Nach der Gasometerexplosion in Neunkirchen im Februar 1933 organisierte sie solidarische Hilfe für die Familien der 63 Todesopfer. In der KPD lernte sie Hans Pink kennen, den sie später heiratete. Nach der Machtergreifung der Nationalsozialisten war sie nicht nur im Abstimmungskampf um das Saargebiet engagiert, sie reiste auch in das Deutsche Reich, um die illegal operierende KPD-Gruppe in Frankfurt zu unterstützen.
Anders als viele ihrer Genossen verblieb sie nach dem Anschluss des Saargebiets an das Deutsche Reich 1935 zunächst in Neunkirchen und arbeitete als Verbindungsfrau zur Forbacher KPD-Gruppe, bis sie im Sommer 1936 vor der Gestapo fliehen musste. In Frankreich schloss sie sich der Résistance im südfranzösischen Département Aude an. 
Nach dem Zweiten Weltkrieg engagierte sie sich in der Fürsorge und war Sachverständige des Völklinger Sozialausschusses. Politisch blieb sie der KPD treu. Sie engagierte sich in der Frauenarbeit und veröffentlichte Beiträge in der Parteizeitung Neue Zeit.